# Варахиїл
Архангел Варахиїл (івр. ברכיאל, англ. Barachiel — у перекладі благословення Боже) — у християнстві (головним чином у православній традиції) архангел Божих благословінь, через нього посилається благословення на усіляку добру справу.
Ім'я цього архангела відомо лише за переданням. У Біблії (в тому числі в Євангелії) воно не трапляється. Ікони і згадки трапляються порівняно рідко. Зазвичай зображають з квітами троянди. У Третій Книзі Еноха він описується як один з ангельських князів із 496 000 миріядами співслужачих йому ангелів. Він вважається одним з чотирьох правлячих серафимів та князем Другого Неба. Також його вважають ангелом блискавки.
Бронзова фігура з квітами троянди в лівій руці роботи скульптора Юрія Григоровича Орєхова, що зображує архангела Варахиїла, розміщена на фасаді південно-західної сторони храму Христа Спасителя у Москві.

## Іменини
Люди, названі чоловічим іменем Варахиїл і жіночим Варахиїла, відзначають Іменини 21 листопада (8 листопада за старим стилем), в день святкування Собору архистратига Божого Михаїла та інших небесних сил безплотних. Тільки ченці брали собі ім'я Рафаїл, Уриїл, Селафиїл, Єгудиїл, Варахиїл, Єремиїл.